# Burgos-BH/Saison 2018
Dieser Artikel listet Erfolge und Fahrer des Radsportteams Burgos-BH in der Saison 2018 auf.

## Erfolge in der UCI Asia Tour
In der Saison 2018 gelangen dem Team nachstehende Erfolge in der UCI Asia Tour.
| Datum     | Rennen                          | Kat. | Fahrer       |
| --------- | ------------------------------- | ---- | ------------ |
| 3. August | 12. Etappe Tour of Qinghai Lake | 2.HC | Daniel Lopez |

## Mannschaft
| Teamkader 2018                    | Teamkader 2018     | Teamkader 2018 | Teamkader 2018                       |
| Name                              | Geburtsdatum       | Land           | Vorheriges Team                      |
| --------------------------------- | ------------------ | -------------- | ------------------------------------ |
| Óscar Cabedo                      | 12. November 1994  | Spanien        | Seguros Bilbao (2016)                |
| Jorge Cubero                      | 6. November 1992   | Spanien        |                                      |
| Jesús Ezquerra                    | 30. November 1990  | Spanien        | Sporting-Tavira (2017)               |
| Adrian González Velasco           | 13. September 1992 | Spanien        | Euskadi Basque Country-Murias (2017) |
| Silvio Herklotz                   | 6. Mai 1994        | Deutschland    | Bora-Hansgrohe (2017)                |
| Victor Langellotti                | 7. Juni 1995       | Monaco         | UC Monaco (2017)                     |
| Daniel López                      | 21. Januar 1994    | Spanien        |                                      |
| Matwei Mamykin (1. Jan.–31. Jul.) | 31. Oktober 1994   | Russland       | Katusha-Alpecin (2017)               |
| José Mendes                       | 24. April 1985     | Portugal       | Bora-Hansgrohe (2017)                |
| Igor Merino                       | 16. Oktober 1990   | Spanien        |                                      |
| Álvaro Robredo                    | 3. April 1993      | Spanien        |                                      |
| Diego Rubio                       | 13. Juni 1991      | Spanien        | Caja Rural-Seguros RGA (2017)        |
| Ibai Salas                        | 4. Juli 1991       | Spanien        |                                      |
| Nícolas Sessler                   | 29. April 1994     | Brasilien      | Lizarte (2017)                       |
| Jordi Simón                       | 6. September 1990  | Spanien        | Soul Brasil (2017)                   |
| Pablo Torres                      | 27. November 1987  | Spanien        |                                      |
| Jetse Bol (1. Aug.–31. Dez.)      | 8. September 1989  | Niederlande    | Manzana Postobón (2018)              |
|                                   |                    |                |                                      |
| Quelle: ProCyclingStats           |                    |                |                                      |